# Böjthe Tamás
Böjthe Tamás (Budapest, 1929. március 2. – Budapest, XII. kerület, 2019. március 12.) okleveles építészmérnök. Építészmérnöki oklevelének száma: 801. Ybl-díjas, a BMGE Építészmérnöki karán 2001-ben aranyoklevelet kapott, az Egyetem Szenátusa 2011-ben pedig gyémántdiploma adományozásával ismerte el értékes mérnöki tevékenységét.

## Szakmai pályafutásának vázlata
A diploma megszerzése után az IPARTERV-nél helyezkedett el és 1990-ben innen vonult nyugállományba is. 1969-től csoportvezetőként, 1979-től osztályvezetőként tevékenykedett. Közben 1965-ben egyéves munkavállalással az angol Richard SHEPPARD Iroda munkatársa volt. Számos tervpályázaton ért el rangos helyezést, többek között pl. a székesfehérvári Dózsa György tér rendezésével III,, a kékesi TV toronyért I., a budapesti TV toronyért III. díjat kapott.
Főként építőanyag-ipari üzemek tervezésével, majd fővárosi, VI-VI1. kerületi lakóterületi rehabilitációval, valamint lakóépületek kiviteli tervezésével foglalkozott. Főbb alkotásai között említhető meg az Óbudai lakótelep, az orosházi Öblösüveggyár, a Síküveggyár, a MÉM Repülőgépes Szolgálat budaörsi telepe, a Magyar Aluminiumipari Tröszt székházának felújítása, a Bélapátfalvi, a Hejőcsabai Cementüzem (társtervezővel), stb.
Export tervezései közül kiemelhető a bengázi repülőtéri szálloda, München néhány lakóépülete, a Berlin - Mitte Hőerőmű.
1962 és 1964 között a Magyar Építőművészek Szövetsége folyóiratának a képszerkesztője. 1972-től 1978-ig a Fiatal Építészek Köre vezető építésze volt.

## Szakmai-, társadalmi elismerései
- Ybl Miklós-díj
- Aranydiploma 2006
- Gyémántdiploma 2011